# Uhlířství

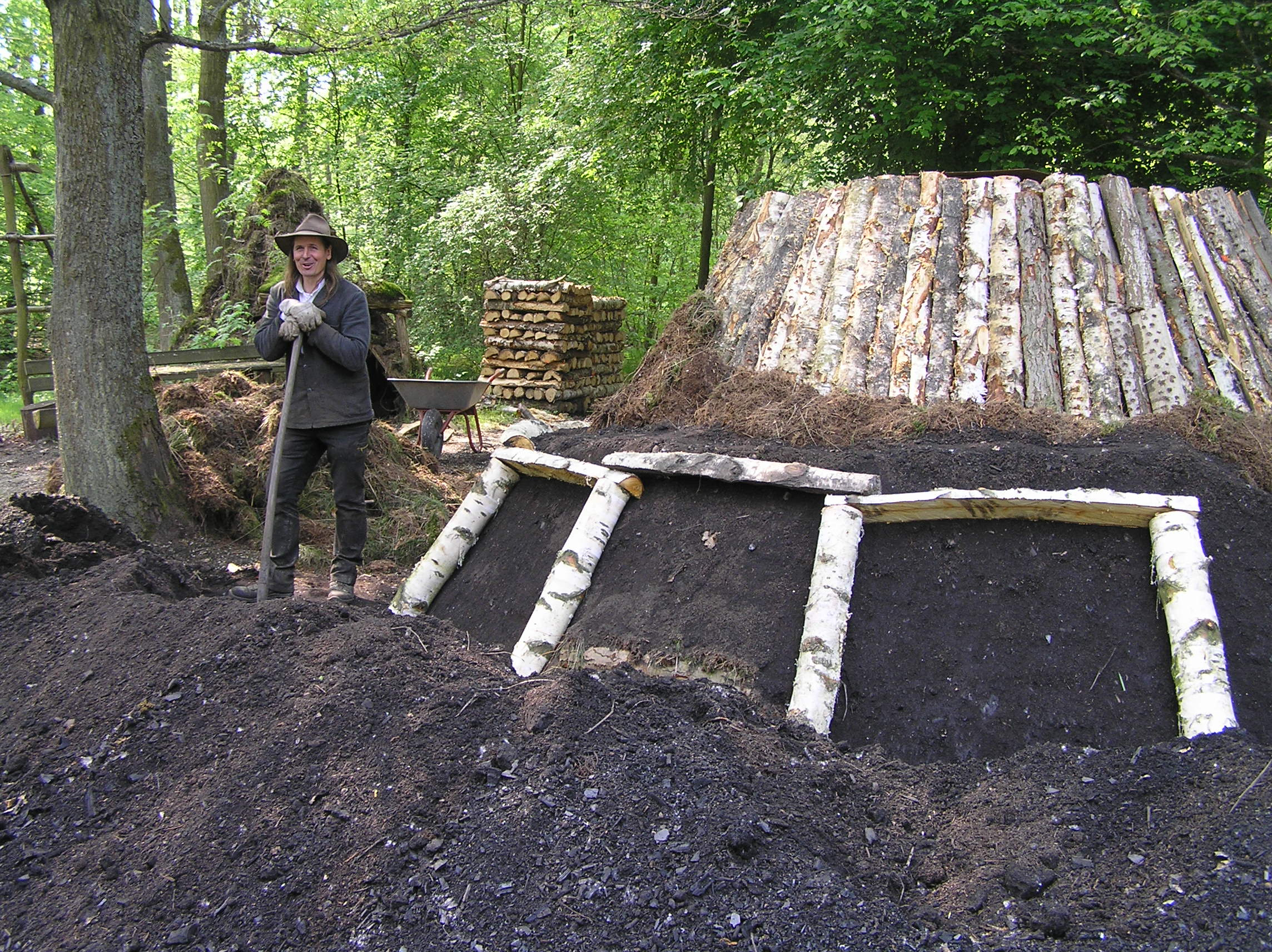
Německý uhlíř vedle částečně postaveného milíře

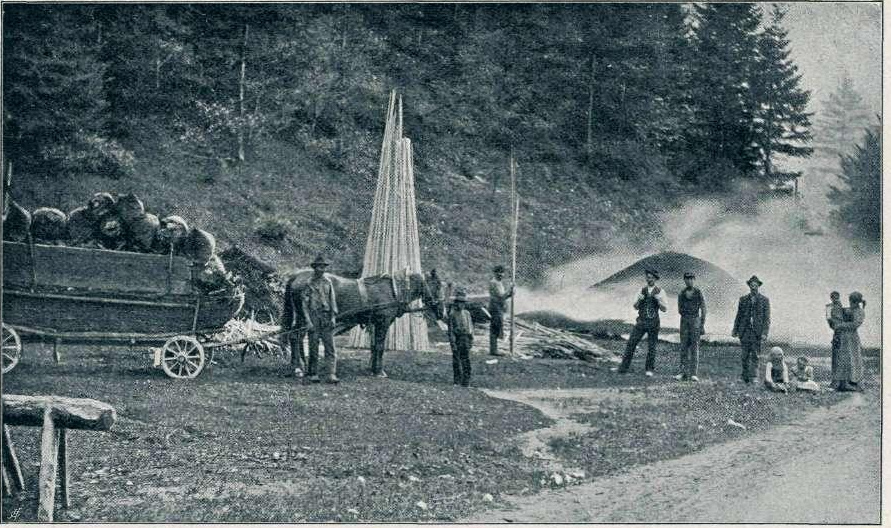
Slovinští uhlíři na začátku 20. století

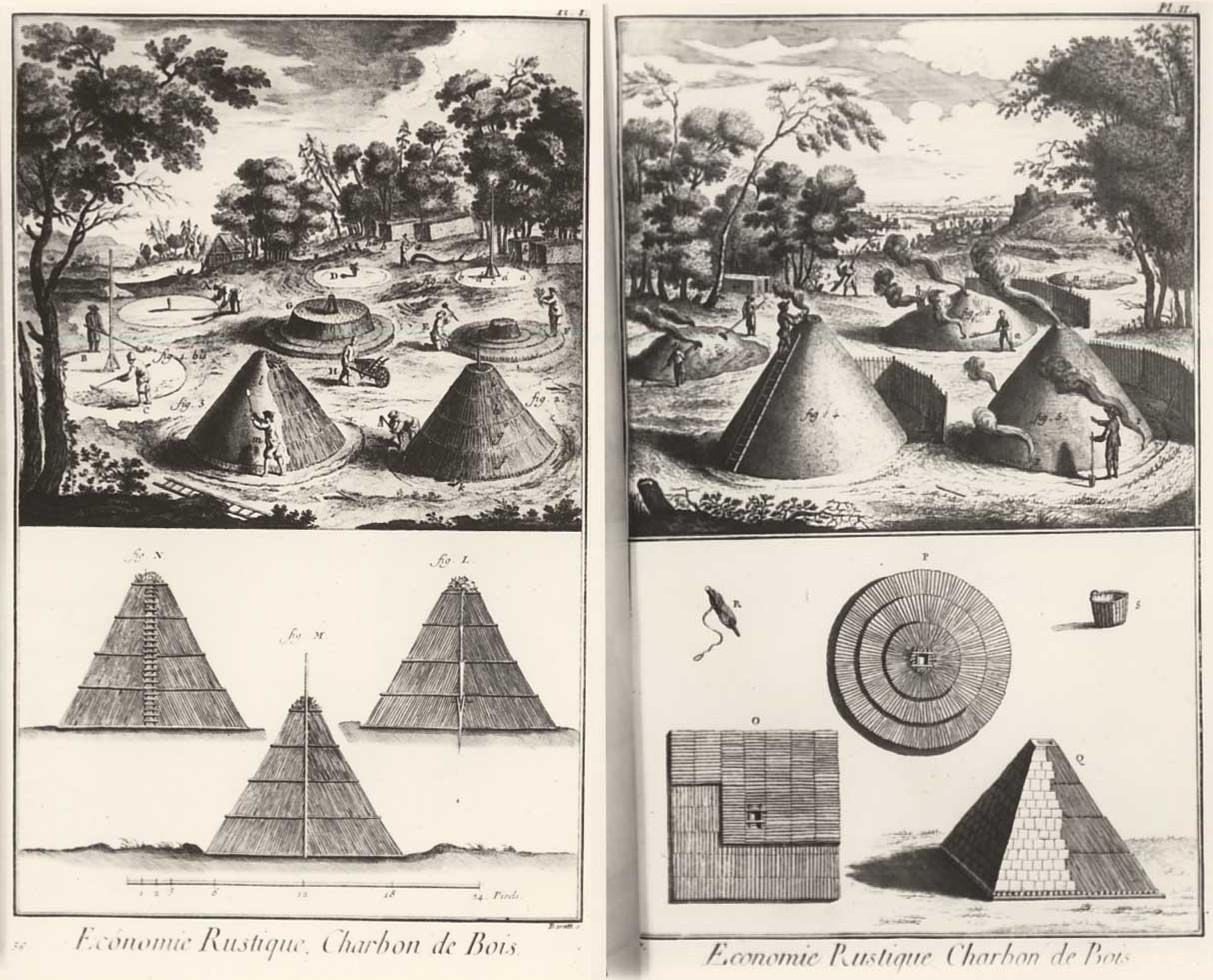
Různé typy milířů a uhlířských pracovišť na ilustraci z francouzské Encyklopedie (1763)

Uhlířství je řemeslo, při kterém je ze dřeva pálením v milířích vyráběno dřevěné uhlí. Jde o jedno z nejstarších řemesel vůbec – výroba dřevěného uhlí byla známa již v pravěku a je pevně spjata s počátky metalurgie v eneolitu. Největší rozmach zažilo uhlířství ve středověku a novověku, dřevěné uhlí bylo nezbytnou surovinou pro výrobu kovů, skla a střelného prachu. Úpadek výroby nastal v 19. století, kdy začalo být uhlí dřevěné  nahrazováno uhlím kamenným.
Osoba provozující toto řemeslo je nazývána uhlíř. Jakožto důležití specialisté požívali uhlíři od středověku zvláštních práv a výsad. Díky netypickému způsobu života a obživy tvořili v rámci venkovské společnosti vlastní subkulturu. Profesně se uhlíři organizovali do cechů. V Českých zemích byl významný například Cech kutnohorských uhlířů. V 16. století ale uhlíři své výsady ztratili a ve změněných ekonomických a výrobních podmínkách se z nich stali námezdní dělníci pracující pro hutní provozy. V 18. a 19. století byli uhlíři vnímáni už převážně jako chudí a podivínští lidé z lesů, stali se v podstatě jednou ze sociálně vyloučených skupin. Uhlíř se stal také jedním z typologizovaných hrdinů folklorních příběhů. V Itálii využili uhlířskou terminologii a obyčeje karbonáři, tajná společnost na počátku 19. století.
Z Českých zemí začalo mizet tradiční uhlířství na konci 19. století, kdy železárny začaly používat kamenné uhlí, k úplnému vymizení řemesla došlo během 50. a 60. let 20. století. Většina dřevěného uhlí se do Česka dováží z mimoevropského prostoru nebo se vyrábí industriálním způsobem v tzv. retortových pecích. Tradiční pálení uhlí se občas provozuje jako popularizační či turistická akce, v německy mluvících zemích je uhlířství zapsáno na seznam světového nehmotného dědictví UNESCO. Řemeslo částečně přežívá v jihovýchodní Evropě a v mnoha dalších rozvojových zemích.